# 原輝美
原 輝美（はら てるみ、1884年- 1966年）は長野県諏訪市出身の画家。

## 経歴
諏訪市湖南の製糸業を営む家に生まれる。
長野県諏訪中学校（現・長野県諏訪清陵高等学校・附属中学校）を経て、1902年に医学を学ぶため単身渡米。親の希望で医学を学ぶも、美術に志向していく。
1905年 画家になる事を決め美術学校に入学。
1907年 美術学校で優秀な成績を修めイギリスに留学。ロンドンのPolytechnic School of Artに入学。高村光太郎と交流をもつ。
1908年 アメリカに戻る。10月よりニューヨークのアート・スチューデンツ・リーグ、翌年より帰国までナショナル・アカデミー・オブ・デザインにて学ぶ。傍ら、学費・生活費のため仕事をしたり、設立間もないニューヨーク日本人青年会(Japanese American Association of New York 通称JAANY)で役員(会報編集)を務める等、活発に活動。
1912年 祖母の体調悪化のため帰国。再びのヨーロッパ留学を願うも、家業の経営不振の影響もあり、以降の渡航は叶わなかった。
家業の製糸工場を継ぎ、趣味として絵画制作をし、晩年は俳句、古文書研究をした。

## 作品
- 裸婦(1910)
- 製糸工女(1913) 第7回文展入選

## 展覧会
- 諏訪市美術館『原輝美と諏訪の美術-洋画開化の音がする-』(2025年7/12～9/21)